# Pioneer 6
Pioneer 6, también denominada Pioneer A, fue una sonda espacial de la NASA lanzada el 16 de diciembre de 1965 mediante un cohete Delta desde Cabo Cañaveral,Florida,Estados Unidos
La misión de Pioneer 6 (junto con la de Pioneer 7, Pioneer 8, Pioneer 9 y Pioneer E, con las que trabajó conjuntamente) fue la de realizar el primer estudio detallado del viento solar, el campo magnético interplanetario y los rayos cósmicos, proporcionando datos prácticos sobre las tormentas solares.
La sonda estaba estabilizada por rotación, con un giro de 60 rpm y con el eje de giro perpendicular al plano de la eclíptica. Tenía forma de cilindro recubierto de células solares del cual sobresalen antenas y mástiles. Disponía de una antena direccional de alta ganancia, pudiendo transmitir a 512, 256, 64, 16 u 8 bps. El formato del envío de datos era seleccionable entre cuatro posibles modalidades, con tres de esas cuatro aptas para el envío de datos científicos (32 palabras de 7 bits por trama). La otra modalidad era utilizada para enviar telemetría sobre el estado de la sonda. A su vez, se disponía de cuatro modos de operación:
- Tiempo real: los datos eran obtenidos y transmitidos directamente, sin ser almacenados, según la velocidad de envío y la modalidad seleccionada.
- Almacenamiento de telemetría: los datos eran guardados y enviados simultáneamente, según la velocidad de envío y la modalidad seleccionada.
- Almacenamiento del ciclo de trabajo: se recogía y guardaba una única trama de datos científicos a la mayor velocidad posible, 512 bps; el intervalo entre la recogida y almacenamiento de sucesivas tramas era seleccionable a entre 2 y 17 minutos, con una capacidad total para almacenar datos  hasta durante 19 horas.
- Lectura de memoria: se enviaban los datos leyéndolos de la memoria de la sonda, enviándolos a la velocidad adecuada según la distancia de la nave a la Tierra.

El último contacto con la Pioneer 6 tuvo lugar el 8 de diciembre de 2000 para celebrar los 35 años de su funcionamiento continuo desde el lanzamiento, lo que convirtió a la Pioneer 6 en la nave más longeva en funcionamiento.